# Virus (canción de Iron Maiden)
"Virus" es un sencillo de la banda británica Iron Maiden, publicado en 1996. Es el primer sencillo de la banda desde "Women in Uniform" (1980) que no aparece en ningún álbum de estudio de la agrupación, siendo incluido finalmente en el álbum recopilatorio Best of the Beast. Es la única canción de Iron Maiden en la que ambos guitarristas fueron coautores de la letra. Nunca ha sido tocada en vivo por Iron Maiden, sin embargo, el cantante Blaze Bayley la ha tocado en directo con su banda.

## Lista de canciones

### CD 1
1. "Virus (Versión corta)" (Steve Harris, Janick Gers, Dave Murray, Blaze Bayley) - 3:54
2. "My Generation" (Pete Townshend; cover de The Who) - 3:39
3. "Doctor Doctor" (Michael Schenker, Phil Mogg; cover de UFO) - 4:50

### CD 2
1. "Virus" (Harris, Gers, Murray, Bayley) - 6:14
2. "Sanctuary" (Harris; del álbum Metal for Muthas) - 3:33
3. "Wrathchild" (Harris; del álbum Metal for Muthas) - 3:06

### Vinilo 12"
1. "Virus" (Harris, Gers, Murray, Bayley)
2. "Prowler" (Harris; del demo The Soundhouse Tapes)
3. "Invasion" (Harris; del demo The Soundhouse Tapes)

### CD Promocional para estaciones de radio
1. "Virus" - 3:53
2. "Man on the Edge" - 4:11
3. "Afraid to Shoot Strangers (Live) - 6:48
4. "2 Minutes to Midnight" - 6:02
5. "The Trooper" - 4:13
6. "The Number of the Beast" - 4:52
7. "Wrathchild" - 2:54
8. "Strange World" - 5:22
9. "Iron Maiden" - 4:01

## Créditos
- Blaze Bayley – voz ("Virus", "My Generation", "Doctor Doctor")
- Dave Murray – guitarra
- Janick Gers – guitarra ("Virus", "My Generation", "Doctor Doctor")
- Steve Harris – bajo, producción
- Nicko McBrain – batería ("Virus", "My Generation", "Doctor Doctor")
- Paul Di'Anno – voz ("Prowler", "Invasion". "Sanctuary", "Wrathchild")
- Doug Sampson – batería ("Prowler", "Invasion", "Sanctuary", "Wrathchild")
- Tony Parsons – guitarra ("Sanctuary", "Wrathchild")
- Paul Cairns – guitarra ("Prowler, "Invasion")

## Listas de éxitos
| Lista (1996) | Posición |
| ------------ | -------- |
| Holanda      | 48       |
| Finlandia    | 3        |
| Suecia       | 31       |
| Reino Unido  | 16       |